# Trichocereinae
Trichocereinae Buxb., 1958 è una sottotribù della famiglia delle Cactaceae, appartenente alla tribù Cereeae della sottofamiglia Cactoideae.

## Descrizione
Sono piante dal fusto normalmente non segmentato, colonnare o globoso. I fiori, di norma abbastanza grandi rispetto alla pianta, nascono nelle parti laterali della pianta e possono essere diurni o notturni, a seconda delle specie. I frutti, normalmente delle bacche, sono carnosi.

## Distribuzione e habitat
Le piante di questa tribù sono originarie per lo più delle regioni sub-equatoriali dell'America meridionale.

## Tassonomia
La sottotribù comprende i seguenti generi:
- Acanthocalycium Backeb.
- Arthrocereus A.Berger
- Borzicactus Riccob.
- Brachycereus Britton & Rose
- Chamaecereus Britton & Rose
- Cleistocactus Lem.
- Denmoza Britton & Rose
- Discocactus Pfeiff.
- Echinopsis Zucc.
- Espostoa Britton & Rose
- Espostoopsis Buxb.
- Facheiroa Britton & Rose
- Haageocereus Backeb.
- Harrisia Britton
- Leocereus Britton & Rose
- Leucostele Backeb.
- Loxanthocereus Backeb.
- Matucana Britton & Rose
- Mila Britton & Rose
- Oreocereus Riccob.
- Oroya Britton & Rose
- Rauhocereus Backeb.
- Samaipaticereus Cárdenas
- Trichocereus (A.Berger) Riccob.
- Vatricania Backeb.
- Weberbauerocereus Backeb.
- Yungasocereus F.Ritter

Fanno parte della tribù anche i seguenti ibridi intergenerici:
× Acanthinopsis – × Chamaebivia – × Chamaelopsis – × Cleipaticereus – × Cleistocana – × Cleistopsis – × Cleistoza – × Echinobivia – × Echinomoza – × Espostocactus – × Haagespostoa